# Torre de l'Amo de Viladomiu Nou
La Torre de l'Amo de Viladomiu Nou és un edifici protegit com a bé cultural d'interès local, construït com a residència dels propietaris de la colònia tèxtil Viladomiu Nou. Fou

## Descripció
Habitatge construït al bell mig de la colònia, estructurat en planta baixa i pis, de planta rectangular precedit per un petit jardí. La façana principal està orientada a ponent i la coberta és a quatre aigües amb teula àrab amb un cos sobresortint de perfil poligonal amb barana balustrada de pedra que coincideix amb l'escala senyorial. El parament és de pedra unit amb morter i maó a les cantonades. Les obertures són allindanades, amb algunes motllures i a la part superior del primer pis, una sanefa de motius circulars. A llevant trobem una galeria porxada que domina la vista del riu i de la fàbrica. Els elements decoratius, molt simples són fruit d'un eclecticisme no gaire rigorós.
Per la seva estructura, la torre de Viladomiu Nou és semblant a una gran masia amb galeries, que consta de tres cossos -el central més ample que els laterals- i una sala central al pis. Igual com la fàbrica i l'església de la colònia, l'edifici de la torre és fet amb pedra calcària, que obtenien de les pedreres obertes a tocar del Llobregat.

## Història
S'ha pogut documentar que el 1899, tres anys després que Viladomiu Nou esdevingués una colònia "independitzada" de Viladomiu Vell, s'estava treballant en les obres de construcció d'aquesta torre. Tanmateix, no fou fins a l'estiu de 1902 que la família Viladomiu feu estada, per primera vegada, a la torre. A partir d'aquell moment, la torre es convertí en l'espai que els Viladomiu utilitzaven en les seves estades a la colònia i també, com la resta de cases senyorials de les colònies de l'alt Llobregat, en un emblema de la colònia i en el símbol del poder econòmic i social dels amos.
La torre, que no estava pensada per ser la residència fixa dels Viladomiu, tenia una doble funció: casa d'estiueig per a la família i espai on dormir quan els amos pujaven a la fàbrica, des de Barcelona -generalment un cop a la setmana-, per controlar que tot funcionés correctament. Per tant, els amos de Viladomiu -i de la gran majoria de colònies- no vivien a la colònia. Els que sí que hi vivien eren els directors de la fàbrica, els homes de confiança de l'amo.
A mesura que va anar avançant el segle xx, els amos de Viladomiu Nou tendiren a utilitzar menys la torre, però aquesta es va mantenir sempre neta i polida, ben equipada i a punt per a rebre els amos. Malauradament, amb la crisi i tancament de la fàbrica, durant els anys vuitanta, la torre patí un procés d'abandonament; situació que s'agreujà quan va caldre vendre els mobles, els testimonis muts d'una llarga història.
Des de la creació del Consorci del Parc Fluvial del Llobregat, en fou l'edifici institucional, fins al 2013, quan va desaparèixer aquesta institució.

## Ús actual
La Torre de l'Amo de Viladomiu Nou actualment és propietat de l'Ajuntament de Gironella i s'ha convertit en un Centre d'Interpretació dedicat a explicar una part de la història i del patrimoni del conjunt de les colònies tèxtils del Llobregat. És el centre des d'on s'inicien algunes rutes per conèixer el patrimoni industrial, natural i immaterial de les colònies. Fa la funció, doncs, d'oficina de turisme.
La restauració de l'edifici va ser finançada pel programa FEDER de la Unió Europea, la XBMQ de la Diputació de Barcelona i la Generalitat de Catalunya a través del programa PLADETUR.
La Torre ofereix tres espais que es poden visitar els dissabtes i diumenges, o entre setmana en visites concertades per a grups. Les exposicions mostren els diferents espais i mobiliari de la Torre de l'Amo i una exposició permanent sobre el món de les colònies i el seu patrimoni monumental. A la planta soterrani, on hi havia l'antiga carbonera de la torre, s'hi ha instal·lat una exposició permanent del món de les colònies que ens permet conèixer què era una colònia tèxtil; quins espais en formaven part i quin model de vida s'hi desenvolupà.
La planta baixa de la torre acull el Centre d'Interpretació de les Colònies del Llobregat, un espai susceptible de ser desenvolupat per a un nombre més gran d'usuaris, ja que compta amb sala d'audiovisuals, zona d'exposició permanentment, espai de rebuda i serveis. Aquest espai té també la funció d'oficina de turisme. La planta pis i la planta golfes, adequades com a espai museístic, allotgen la recreació de l'antiga casa de l'amo amb les seves peces i espais més emblemàtics. La visita al primer pis i a les golfes, restaurades, ens permet imaginar-nos com vivien els amos de les colònies quan els sorolls dels telers eren, per a ells, soroll de diners.